# Jeffrey Evans
Jeffrey Richard de Corban Evans, 4° barón Mountevans (Gotemburgo, 13 de mayo de 1948) es un agente naviero y aristócrata británico,hijo de Richard Evans, 2° barón Mountevans (1918-1974), y nieto del almirante Edward Evans, 1° barón Mountevans (1880-1957).
Como barón en la dignidad de par hereditario del Reino Unido asiste al parlamento.
Elegido Alderman de la Ciudad en 2007 se convierte el 12 de noviembre de 2015 en el cargo de Lord-mayor de Londres.

## Condecoraciones y distinciones
- Barón (der. 2014)
- Caballero de justicia de la Venerable Orden de San Juan (2015)[6]
  - Hon. FICS (2013)